# Силикат кобальта(II)
Силикат кобальта(II) — неорганическое соединение,
соль кобальта и кремнёвой кислоты с формулой Co2SiO4,
фиолетовые кристаллы,
не растворяется в воде.

## Получение
- Спекание оксида кобальта и диоксида кремния:

{\displaystyle {\mathsf {2CoO+SiO_{2}\ {\xrightarrow {1400^{o}C}}\ Co_{2}SiO_{4}}}}

## Физические свойства
Силикат кобальта(II) образует фиолетовые кристаллы
ромбической сингонии,
пространственная группа P mcn,
параметры ячейки a = 0,599 нм, b = 0,477 нм, c = 1,6027 нм, Z = 4.
Не растворяется в воде.

## Применение
- Используется в производстве синего стекла (смальты).